# Ismail Khalidi (dramaturgo)
Ismail Khalidi, em árabe: إسماعيل خالدي, (Beirute, 1982) é um dramaturgo, roteirista e diretor de teatro palestino-libanês-americano cujo trabalho aborda a história da Palestina e do Oriente Médio moderno, bem como temas mais amplos de raça, colonialismo, deslocamento e guerra.
Ele é mais conhecido pelas peças Tennis in Nablus (2010), Truth Serum Blues (2005) e pelo aclamado Returning to Haifa (2018). O Tennis in Nablus recebeu dois Prêmios do Kennedy Center para estudantes de pós-graduação em 2008, enquanto ele ainda estava na Universidade de Nova Iorque, o Prêmio Mark Twain de Humor Americano e o Prêmio Quest for Peace Playwriting.

## Biografia
Khalidi nasceu em Beirute, Líbano   em 1982, após a invasão israelense, mas cresceu em Chicago, Illinois.  Ele é filho de Rashid Khalidi e Mona Khalidi e neto de Ismail Khalidi. Khalidi recebeu seu bacharelado pelo Macalester College em 2005 e seu mestrado em Redação Dramática pela Tisch School of the Arts da Universidade de Nova York em 2009. A peça de tese de MFA de Khalidi é intitulada "Status Final".

## Carreira
Sua primeira produção (co-criada com Bassam Jarbawi) Truth Serum Blues,   estreou em 2005 no Pangea World Theatre em Minneapolis, onde também foi ator e escritor residente. Sua premiada peça Tennis in Nablus estreou no teatro no Alliance Theatre em 2010.  Mais recentemente, Khalidi co-adaptou Returning to Haifa, de Ghassan Kanafani, para o palco com a colega dramaturga Naomi Wallace. Sua colaboração profissional de longa data com Wallace abrange desde teatro até ensaios e projetos de TV.
Khalidi trabalhou como ator, dramaturgo e diretor nos Estados Unidos, América Latina e Oriente Médio. Ele recebeu novas encomendas de peças do Pangea World Theatre, The Public Theatre, Actors Theatre of Louisville e Noor Theatre. Dirigiu a adaptação espanhola de sua peça individual, Foot, para o Teatro Amal em 2016 no Parque Cultural de Valparaiso e foi selecionado em 2020-21 para ser Diretor no Pangea World Theatre de Minneapolis.
Khalidi publicou obras de poesia em Mizna: Prose, Poetry, and Art Exploring Arab America, e escreveu para The Nation, Remezcla, American Theatre Magazine, Guernica , The Atlanta Journal-Constitution , The Nation, Times Union (Albany), The Daily Beast , e The Electronic Intifada, The Kenyon Review e Al Jazeera.  
Khalidi coeditou, junto com Naomi Wallace, uma antologia intitulada Inside/Outside: Six Plays from Palestine and the Diaspora (Theater Communications Group, 2015). Entre as peças incluídas no livro está a peça de Khalidi de 2010, Tênis em Nablus. Sua peça sobre a invasão do Líbano em 1982, Sabra Falling, foi publicada em Double Exposure: Plays of the Jewish and Palestinian Diaspora (Playwrights Canada Press, 2016) e dois monólogos de sua peça foram incluídos, respectivamente, em Monologues for Actors of Color: Homens ; e Monólogos para Atores de Cor: Mulheres, ambos editados por Roberta Uno e publicados pela Routledge em 2016.

## Prêmios

### Tennis in Nablus
- Prêmio Kennedy Center de 2008 (Prêmio para Estudante de Graduação) - Prêmio Mark Twain de Humor Americano [8]
- Prêmio Kennedy Center  de 2008 (Prêmio para Estudante de Graduação) - Prêmio de Dramaturgia Quest for Peace [9]
- Fundo Nacional Para as Artes – Robert W. Woodruff Arts Center, Inc. (em nome do Alliance Theatre) [10]
- Dois prêmios separados do Fundo MAP (2017 e 2020)

### Outros
- Artist Fellow do Workshop do Teatro de Nova York de 2009–2010 [11]
- 2009–2010 Competição de dramaturgia de pós-graduação Kendeda do Alliance Theatre [12]

## Obras selecionadas

### Dramaturgia
- Truth Serum Blues (2005) (com Bassam Jarbawi)
- Tênis em Nablus (Alliance Theatre, 2010) Sabra Falling (Pangea World Theatre, 2017)
- Pé (Teatro Amal, 2016)
- Sabra Falling (Pangea World Theatre 2017)
- Mortos estão meu povo (Noor Theatre, 2018)
- Retornando a Haifa (Finborough Theatre, Londres, 2018)
- The Corpse Washer (Teatro de Atores de Louisville, 2019)

### Poesia
- Pé (2007) [13]
- Procedimento(s) de Rotina 2: Contas de Oração de Suor Frio ou Dirigir Enquanto Izlaamic (2006) [14]
- Procedimento(s) de rotina (2004) [15]
- Os miseráveis da terra, ou questões colocadas no dia seguinte ao incêndio de Paris, Mizna Summer '16 Issue, Volume 17.1, 2016

### Escrita (geral)
- "Colocando a Palestina no mapa... e a camisa de futebol." Remezcla, 2015.
- "A coragem de ser perigoso." Grupo de Comunicação Teatral, 2013.
- "O confronto final na ONU ." Times Union (Albany), 23 de setembro de 2011.
- "O caso da Palestina ." The Daily Beast, 19 de setembro de 2011.
- "Relembrando Juliano Mer-Khamis ." A Nação, 11 de abril de 2011 (com Jen Marlowe)
- " Desmascarando o estereótipo palestino ." The Atlanta Journal-Constitution , 9 de fevereiro de 2010.

### Entrevistas e Reviews
- "Returning to Haifa Review - Disturbing Play is a Plea for Peace" The Guardian, 5 de março de 2018.
- "Ismail Khalidi's Dead Are My People examina a supremacia branca e a imigração na América, antes e agora." Muftah, 7 de outubro de 2016.
- "Em Jerusalém e Jaffa com Ismail Khalidi." Palavras sem Fronteiras, 17 de fevereiro de 2016.
- "Revisão de Dentro/Fora: Seis Peças da Palestina e da Diáspora." Estágios Árabes, Volume 2, Número 1 (outono de 2015).
- "O dramaturgo Ismail Khalidi fala sobre teatro e política na Palestina." Muftah, 23 de novembro de 2015.